# تریون (کارولینای شمالی)
تریون (به انگلیسی: Tryon) شهری در ایالت کارولینای شمالی کشور ایالات متحده آمریکا است که جمعیت آن در سرشماری سال ۲۰۱۰ میلادی، ۱٬۶۴۶ نفر بوده‌است.